# Cibatuireng
Cibatuireng is een bestuurslaag in het regentschap Tasikmalaya van de provincie West-Java, Indonesië. Cibatuireng telt 6359 inwoners (volkstelling 2010).